# Бежецк
Бежецк (рус. Бежецк) град је у европском делу Руске Федерације и административни центар Бежецког рејона смештеног у источном делу Тверске области. 
Према проценама националне статистичке службе, у граду је 2014. живело 23.112 становника.

## Географија
Град Бежецк налази се у североисточном делу Тверске области на западним обронцима моренског Бежечког врха, на око 126 км северно од административног центра области града Твера. Кроз град у смеру југ-север протиче река Молога која управо у граду прима своју десну притоку Остречину .
Бежецк важи за један од најхладнијих градова Тверске области и познат је по честим продорима хладног ваздуха. Тако је управо у Бежецку у фебруару 2012. измерена температура од чак −37,6°C што је најнижа температура икада измерена на подручју данашњег Централног федералног округа. У првој половини марта 2013. у граду је измерена температура од −30,5°C.

## Историја
На око 20 километара северно од данашњег града Бежецка налази се село Бежичи које се први пут помиње у новгородском летопису из 1137. године. Насеље под именом Бежецки Верх у време настанка тог летописа служило је као средиште Бежецке пјатине тадашње Новгородске земље. Име насеља вероватно потиче од речи „бежь“ која означава бежање или избеглиштво. Према неким документима верује се да су насеље Бежичи основале избеглице из Новгорода.
Како је тверски књаз Свјатослав Јарославич разорио Бежиче 1272. године насеље је премештено у тврђаву Городецк на месту савременог Бежецка. 
Крајем XIV века насеље улази у састав Московске кнежевине. Све до 1766. насеље је било познато под именом Городецк. Административни статус града добија 1775. године. У периоду од 1796. до 1929. ту се налазио центар Бежечке парохије тадашње Тверске губерније. 
Кроз град је 1876. прошла железница захваљујући којој Бежецк почиње да се позиционира као важан трговачки центар, а посебно је била развијена трговина ланом.
Године 1929. постаје административним центром Бежецког рејона и Бежецког округа Московске области, а након оснивања Калињинске области (данас Тверска област) 1935. прелази у њене границе. Статус града обласне субординације и посебног градског округа Тверске области имао је све до 1990. године.

## Демографија
Према подацима са пописа становништва 2010. у граду је живело 24.522 становника, док је према проценама за 2014. град имао 23.112 становника.
| 1897. | 1959.  | 1970.  | 1979.  | 1989.  | 2002.  | 2010.  | 2014.  |
| ----- | ------ | ------ | ------ | ------ | ------ | ------ | ------ |
| 9.450 | 26.921 | 30.030 | 30.638 | 30.377 | 28.600 | 24.522 | 23.112 |

## Саобраћај
Град Бежецк налази се на деоници железничке линије која повезује градове Бологоје и Рибинск са Сонковом, а кроз град пролазе друмски правци Р84 и Р85 који повезују Твер са Весјегонском. На око 7 км јужно од града налази се војни аеродром Дорохово.

## Градске знаменитости
Од бројних православних цркава и манастира који су кроз историју били симболи града Бежецка, период совјетске владавине преживело је тек неколико од њих. Најстарија данас постојећа грађевина у граду је звоник Ваведењског манастира из 1682. године, док је сама црква срушена у совјетско доба.
Важан религијски и културни споменик је и храм посвећен Воздвижењу Часног Крста из 1704. године. Црква је била затворена 1937, а њен рад је обновљен тек 1991. године. 
|                    |                            |                        |
| Воздвижењска црква | Бежечка железничка станица | Бежечка теолошка школа |